# Carex mariposana
Carex mariposana là một loài thực vật có hoa trong họ Cói. Loài này được L.H.Bailey ex Mack. mô tả khoa học đầu tiên năm 1916 publ. 1917.